# Oskar Körner
Oskar Körner (4 de enero de 1875, Oberpeilau, distrito de Reichenbach, provincia de Silesia, Imperio alemán - Múnich, República de Weimar, 9 de noviembre de 1923) fue un comerciante alemán y político nacionalsocialista. De 1920 a 1923 fue vicepresidente, jefe de publicidad y líder de propaganda del NSDAP. Körner murió participando en el Putsch de Múnich en 1923.

## Biografía

### Primeros años
Oskar Körner creció huérfano en su lugar de nacimiento. Después de asistir a la escuela primaria, se mudó a Bielefeld en 1890 como aprendiz y asistente. Allí realizó su servicio militar desde 1898 en el  2. Regimiento de infantería de Westfalia No. 15, donde fue destituido del Ejército alemán en el rango de médico en 1900. Luego se mudó a Düsseldorf, donde se casó con su esposa Frieda el 3 de enero de 1903 (5 de julio de 1912†). La pareja tuvo dos hijos: Hans (nacido el 14 de mayo de 1903) y Friedrich (nacido el 2 de abril de 1906). Él era protestante. [cita requerida]

### Primera Guerra Mundial
Después del comienzo de la Primera Guerra Mundial, fue empleado desde el 2 de agosto de 1914 durante cuatro años en el servicio médico en el Frente Occidental, donde también participó en la Batalla de Verdún y recibió la Cruz al Mérito de Guerra con espadas. Último en el rango de sargento médico, fue liberado el 17 de diciembre de 1918 a Múnich, donde se instaló en la Edlingerstraße. 

### Carrera política
Después de la guerra, trabajó como empleado de una juguetería en Rosental cerca de Múnich Viktualienmarktes, que recibió el 15 de marzo de 1919 de M. Koller se hizo cargo. A través de esta adquisición, se consiguió más tarde dentro de la gran reputación de NSDAP. El partido se benefició de su disposición a donar, ya que supuestamente obtuvo la mitad de las ganancias de su juguetería para el NSDAP. Fue considerado uno de los antiguos financistas del partido. El comerciante Banderer se hizo cargo del negocio después de la muerte de Körner en 1923. 
Posteriormente, se ofreció como voluntario para la resistencia y se convirtió en miembro de la Deutschvölkischer Schutz- und Trutzbund y en el völkisch, Asociación Alemana de Ayuda Nacional. 

### Partido Nacionalsocialista
Después de una aparición pública de Hitler en el Sterneckerbräu el 5 de febrero de 1920 Körner era miembro del DAP, más tarde renombrado NSDAP (número de membresía 743). Como cofundador del Partido Nacional Socialista de los Trabajadores Alemanes, perteneció al círculo más cercano de Hitler en los primeros días de la construcción del partido. Körner también fue instrumental en el diseño de la esvástica como símbolo del partido, en cuyo contexto, sin embargo, votó por la esvástica levógira. Además, era un amigo cercano del joyero y orfebre Joseph Fuess, la u. a. diseñó la Insignia dorada del partido y entregada a través de Korner para el movimiento. Siguió una carrera empinada en el partido, ya que Adolf Hitler lo promovió en julio de 1920 para el segundo secretario del partido y el 30 de septiembre de 1920 el primer secretario del partido. El 17 de diciembre de 1920, Körner participó en la recaudación de fondos y la financiación para la compra del Völkischer Beobachter. [cita requerida]
En enero de 1921, Eugenie Haug, sobrina y empleada de Körner, vivió temporalmente con él en Múnich. El 21 de enero de 1921, la reelección Körner tuvo lugar en una reunión general con un voto claro bajo el presidente del partido, Anton Drexler, como vicepresidente. Ocupó este cargo hasta el 31 de enero de 1922, hasta que se desempeñó como jefe de publicidad y líder de propaganda hasta su muerte. En esta oficina, se dedicó a varias tareas pequeñas, como la adquisición de nuevos camaradas del partido, el pegado y el rasgado de carteles, la coloración de esvásticas y la distribución de folletos. Incluso hoy se pueden ver las obras de Körner en el puente ferroviario de Braunau en Múnich. También fue a menudo delegado, presidente y guardia de la sala en compañía de Hitler y fue uno de sus guardaespaldas. Incluso como orador talentoso, Körner pudo hacerse un nombre, por lo que fue uno de los propagandistas del antiguo DAP/NSDAP. Ganó prestigio dentro del movimiento al fundar varios grupos locales del NSDAP en las cercanías de Landshut (4 de octubre de 1920), Augsburgo (abril de 1922) y Coburgo (octubre de 1922). También fue líder del partido de la sección Schwabing. 
Hitler tenía una estrecha amistad con Körner y su círculo familiar, por lo que pasó la Navidad allí a principios de la década de 1920. Según la investigación de varios historiadores, Körner fue considerado un seguidor muy leal y devoto de Hitler. Debido al contacto cercano, la sobrina de Körners Eugenie y su hermano Ernst Haug entraron en el estrecho círculo de líderes del Partido Alemán de los Trabajadores. [cita requerida]
Como invitado en una conferencia del entonces joven grupo local Wielenbach, Körner conoció a Otto Dickel, de cuya retórica estaba encantado. En consecuencia, lo comprometió el 24 de junio de 1921 como orador en el salón de baile del Múnich Hofbräuhaus. Como presidente responsable del NSDAP contra Körner el 30 de junio de 1921, se presentó una denuncia penal después de haber participado en una distribución prohibida de folletos del NSDAP, el 15 de junio de 1921. Un juicio posterior terminó con una condena final a una pena de prisión de una semana. Había sido acusado de haber estado involucrado en la difusión de un escrito de odio que pedía asesinato contra el diputado Karl Gareis. Sin embargo, esto no lo impidió, el 18 de julio de 1923 volvió a participar en una distribución de folletos del NSDAP. También el 28 de julio de 1921, pegó volantes con la llamada para participar en una reunión del partido en el Zirkus Krone. 

#### Renuncia breve
El 11 de julio de 1921, un día después de la prohibición de Hermann Esser y las discusiones con Drexler y Otto Dickel, renunció al Partido nacionalsocialista con Hitler por un corto tiempo. Hitler asumió el cargo después de su regreso al partido el 29 de julio de 1921, el liderazgo del partido, y Körner fue nuevamente miembro del nuevo ejecutivo del partido. Fue confirmado vicepresidente del partido bajo Hitler. 

### Condena
El 12 de enero de 1922, Körner fue sentenciado a tres meses de prisión junto con Hitler, Hermann Esser y algunos otros seguidores por violación de la paz y daños corporales. El fondo de esta condena fue el asalto de una reunión de la Federación Bávara el 14 de septiembre de 1921, donde habían herido gravemente al orador Otto Ballerstedt. Sin embargo, Körner fue liberado temprano después de seis semanas de la prisión en Stadelheim. El 3 de octubre de 1921, el Münchener Neueste Nachrichten informó sobre el ahora comerciante sin semillas Körner, quien describió sus acciones como Affatentat. El 4 de abril de 1923, Körner y el antiguo comité ejecutivo tuvieron que responder por el delito contra la ley bancaria en los tribunales. La última condena de Körner está fechada el 30 de agosto de 1923. 

### Regreso a la política
Del 14 al 15 de octubre de 1922 fue reclutado como miembro del Deutschvölkischer Schutz- und Trutzbund y en función de la delegación NSDAP al Día Alemán en Coburgo, donde hubo batallas callejeras por parte de las SA con los miembros del KPD y el SPD.[cita requerida]
Después de las peleas internas del partido, en las cuales Körner quería mover el énfasis de los militares en el lado político, renunció el 29 de enero de 1923 como el vicepresidente del comité del partido, pero permaneció en el partido. Fue reemplazado por Hans Jacob. 
El 19 de abril de 1923, su última residencia fue reportada en la calle Baader. 
Körner participó en cada uno de los días alemanes del 1 y 2 de septiembre de 1923 en Núremberg y el 30 de septiembre de 1923 en Bayreuth.

## Putsch de Múnich y enaltación propagandística
En noviembre de 1923, Körner participó en el llamado "Putsch de Múnich", un intento del Hitler, el general Erich Ludendorff y varios otros líderes nacionalistas de tomar el poder en el Reich alemán con un atentado violento del Múnich Bürgerbräukeller. Después de que el intento de los golpistas de atraer a las fuerzas regionales a los partidarios del coronel H. v. Seisser, el general O. v. Lossow y G. Ritter von Kahr, fracasaron en la noche del 8 al 9 de noviembre, hicieron el intento, como una prueba de demostración a través del centro de Múnich en dirección a Feldherrnhalle y desde allí al Comando del Distrito Militar de Baviera para que marche con el fin de atraer a la población de la capital bávara de su lado y así poder persuadir a los gobernantes locales para que se unan al golpe de Estado. [cita requerida]

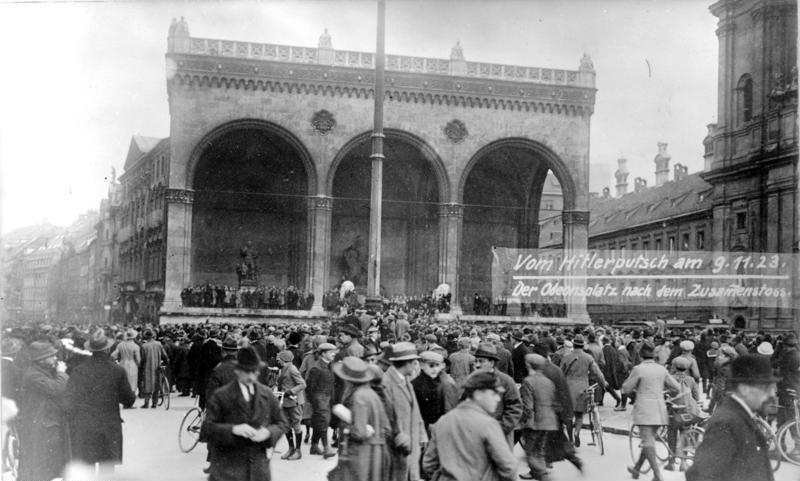
Odeonsplatz el 9 de noviembre de 1923 después de la represión del golpe.

Körner se encontraba inicialmente entre los miembros del partido en el Bürgerbräukeller para prepararse para el Putsch, luego llegó en marcha a Feldherrnhalle a la altura de Marienplatz a la marcha de demostración y marchó a la cabeza en la segunda fila a la izquierda junto a Alfred Rosenberg y Arno Schickedanz. Más tarde marcharon Albrecht von Graefe, Julius Streicher, Max Sesselmann y Theodor von Pfordten, en serie. Cuando el tren llegó a Feldherrnhalle, hubo un choque con la Policía Estatal de Baviera. En el tiroteo que siguió entre la policía y el golpe, cuatro policías y catorce golpistas fueron asesinados, incluido Körner. Otros dos murieron en el patio del comando del área militar. Se informa que Körner tuvo su cráneo destrozado cuando saltó protectoramente frente a Adolf Hitler después de que su guardaespaldas Ulrich Graf cayó gravemente herido. Según un documento nacionalsocialista de 1933, Körner y Kurt Neubauer fueron las dos primeras víctimas que fueron fatalmente golpeadas frente a Feldherrnhalle. 
El cuerpo de Körner fue enterrado por primera vez en el cementerio norte de Múnich. 
Después del restablecimiento del NSDAP, Körner fue incluido en el culto en torno a los "Mártires del movimiento": Hitler le dedicó el primer volumen de su libro Mein Kampf a él y a los otros quince golpistas asesinados y la Orden de la Sangre fue donada. Después de la llegada al poder de los nacionalsocialistas numerosas calles en el Reich alemán fueron nombradas en honor a Korner, en lugares como Bayreuth, Wroclaw, Leverkusen, Wloclawek  (en Wartheland), Múnich, Weiden, Ratisbona y Wuppertal. 
En 1935, el cuerpo de Körner fue exhumado y transferido el 9 de noviembre de 1935 con motivo de una marcha de conmemoración por el 12.° aniversario del fallido golpe de Hitler en un sarcófago junto con los otros quince golpistas asesinados en el "templo de honor" en la Königsplatz de Múnich y enterrados allí. 
Después del final de la Segunda Guerra Mundial, el Consejo de Control Aliado contactó a su familia para decidir el paradero de los restos.

## Literatura
- Paul Bruppacher: Adolf Hitler und die Geschichte der NSDAP, 2008
- Albrecht Tyrell: Vom „Trommler“ zum „Führer“. Der Wandel von Hitlers Selbstverständnis zwischen 1919 und 1924 und die Entwicklung der NSDAP. Fink, München 1975, ISBN 3-7705-1221-9, siehe Register S. 294.
- Othmar Plöckinger: Geschichte eines Buches: Adolf Hitlers „Mein Kampf“ 1922–1945. Oldenbourg, München 2006, ISBN 3-486-57956-8.
- Mathias Rösch: Die Münchner NSDAP 1925–1933. Eine Untersuchung zur inneren Struktur der NSDAP in der Weimarer Republik. Oldenbourg, München 2002, ISBN 3-486-56670-9. (Zugleich: München, Universität, Dissertation, 1998).
- Anton Joachimsthaler: Hitlers Weg begann in München 1913–1923, 2000
- Anton Joachimsthaler: Hitlers Liste: Ein Dokument persönlicher Beziehungen, 2003
- Hans-Günter Richardi: Hitler und seine Hintermänner. Neue Fakten zur Frühgeschichte der NSDAP. 1991.
- Richard Bauer: München, Hauptstadt der Bewegung, 1993
- Ulrike Claudia Hofmann: Verräter verfallen der Feme! Fememorde in Bayern in den zwanziger Jahren, 2000
- Horst Möller, Andreas Wirsching, Walter Ziegler (Historiker): Nationalsozialismus in der Region. Beiträge zur regionalen und lokalen Forschung und zum internationalen Vergleich, 1996
- Konrad Heiden: Adolf Hitler: Das Zeitalter der Verantwortungslosigkeit, eine Biographie, 1936
- Werner Maser: Die Frühgeschichte der NSDAP, 1965
- Werner Maser: Adolf Hitler – Das Ende der Führerlegende, 1980
- Werner Maser: Der Sturm auf die Republik, 1973
- Martin Döring: Parlamentarischer Arm der Bewegung, 2001
- Kurt Pätzold, Manfred Weißbecker: Geschichte der NSDAP 1920–1945, 1998
- Uwe Lohalm: Völkischer Radikalismus, 1970
- Hermann Bethge: Der Führer und sein Werk: Bd. Ein Führer ersteht (Kampfjahre)
- Hans Weberstedt, Kurt Lagner: Gedenkhalle für die gefallenen des dritten Reiches, 1936
- Wolfgang Horn: Führerideologie und Parteiorganisation in der NSDAP (1919–1933), 1972
- Ernst Deuerlein: Der Aufstieg der NSDAP in Augenzeugenberichten, 1982
- Ernst Deuerlein: Hitler: Eine politische Biographie, 1969
- Hans Volz: Daten der Geschichte der NSDAP, 1935
- Mathias Rösch: Die Münchner NSDAP 1925–1933. Eine Untersuchung zur inneren Struktur der NSDAP in der Weimarer Republik , 2002
- Thomas Weber: Wie Adolf Hitler zum Nazi wurde: Vom unpolitischen Soldaten zum Autor von „Mein Kampf“, 2016